# Tomaspis nigrofasciata
Tomaspis nigrofasciata är en insektsart som beskrevs av Melichar 1908. Tomaspis nigrofasciata ingår i släktet Tomaspis och familjen spottstritar. Inga underarter finns listade i Catalogue of Life.